# Мишо Кулић
Мишо Кулић (Сарајево 1951 – ), српски професор филозофије на Филозофском факултету Универзитета Источном Сарајеву.

## Биографија
Мишо Кулић је рођен 13. августа 1951. године, у Сарајеву. Основну школу и гимназију завршио је у Сарајеву. На Филозофском факултету у Сарајеву - Одсјек за филозофију и социологију, дипломирао је 1973. Магистрирао је 1980. године на Филозофском факултету у Сарајеву, на тему „Критичко освјетљење Хегелове 'Филозофије повијести' у склопу система“, док је докторску дисертацију на тему „Култура у концепцијама филозофије историје“, одбранио у Београду, 1982. До 1992. предавао је као редовни професор на Одсјеку за филозофију и социологију Филозофског факултета у Сарајеву предмет Социологија културе и Социологија политике. Од 1992, после напуштања Сарајева, био је редовни професор на Одељењу за филозофију Филозофског факултета у Новом Саду, гдје је на редовном и постдипломском студију предавао предмете: Општа методологија, Филозофска антропологија, Естетика и Историја филозофије новог века. Од 2006. предаје на Катедри за филозофију - Филозофског факултета у Источном Сарајеву у звању редовног професора за предмет Онтологија. Предавао је или предаје и предмете: Историја филозофије њемачког класичног идеализма, Историја филозофије 19. вијека, Херменеутиика, Филозофија језика, Филозофија науке.
Предсједник је Вијећа Катедре за филозофију и постдипломског студија филозофије под називом „Савремена филозофска истраживања“, од 2006. године. Уређује и био је члан редакција неколико часописа за филозофију и друштвену теорију: „Дијалог“, „Опредјељења“, „Преглед“, „Марксизам у свету“, „Искуства“. Сарађивао је као уредник познате филозофске библиотеке „Логос“ издавачке куће „Веселин Маслеша“.
Поводом Кулићеве књиге „Језик прије језика“, одржан је у Београду, 4. октобра 2001. и научни скуп „Филозофија и језик“. Објављен је и посебан број часописа за филозофију и друштвене науке „Искуства“ - који је у цјелини посвећен ауторовом филозофском дјелу Језик прије језика. Члан је Српског филозофског друштва, изабран је за сталног члана Матице српске и почасни је члан Удружења књижевника Србије. Проф. др Мишо Кулић је гостовао у Лондону на Краљевској академији, на чији позив је одржао предавања.